# マクシミリアン・エッゲシュタイン
マクシミリアン・エッゲシュタイン（Maximilian Eggestein，1996年12月8日 - ）は、ドイツ・ニーダーザクセン州ハノーファー出身のサッカー選手。SCフライブルク所属。ポジションはミッドフィールダー。
父親のカール・エッゲシュタインは元サッカー選手、弟のヨハネス・エッゲシュタインもサッカー選手。

## 経歴

### クラブ
4歳の時、ハノーファーの近郊にあるTSVシュロース・リックリンゲンでサッカーを始めた。7から8歳の時に父親の所属するTSVハフェルゼに加入し、2011年にヴェルダー・ブレーメンの育成組織に加入した。2014年にヴェルダー・ブレーメンIIに昇格すると、同年8月1日に行われたレギオナルリーガのアイントラハト・ブラウンシュヴァイクII戦でデビューした。
2014年にトップチーム昇格を果たすと、同年11月29日に行われたSCパーダーボルン07戦で83分に交代でピッチに立ち、ブンデスリーガデビューを飾った。この記録はブレーメンのクラブ史上、トーマス・シャーフに次いで2番目に若いブンデスリーガデビューとなった。
翌2015年2月、ブレーメンとプロ契約を締結。契約期間は2018年までの3年。
2016-17シーズン、アレクサンダー・ヌーリ監督の下、それまでの攻撃的MFからボランチにコンバートされると出場機会を得るようになった。2017年4月、シーズン後半のパフォーマンスが評価され、ブレーメンとの契約を2020年まで延長した。2017-18シーズンにはフィリップ・バルグフレーデと定位置を争った
ヌーリの後任としてユース時代に指導を受けたフロリアン・コーフェルトが監督に就任すると、コーフェルトの下でも好調さを維持し、2019年4月には弟のヨハネスとともにブレーメンとの契約延長に合意した。
2021年8月18日、SCフライブルクへの移籍が発表された。

### 代表
代表レベルでは2015年にU-20ドイツ代表に招集され、同年9月13日に行われたU-20イタリア代表戦でデビュー。この試合で初得点を決めるなど6試合に出場した。
U-21ドイツ代表としては2017年9月5日に行われたU-21コソボ代表戦でデビュー。2019年6月にイタリアとサンマリノで開催されたUEFA U-21欧州選手権2019の代表メンバーに招集され、決勝のU-21スペイン代表戦に出場するなど16試合に出場した。
また、同年3月にはドイツ代表に初招集された。